# Новий Двір
Но́вий Двір — село в Україні, у Ковельському районі Волинської області. Входить до складу Турійської селищної громади. Населення становить 469 осіб.

## Населення
Згідно з переписом УРСР 1989 року чисельність наявного населення села становила 460 осіб, з яких 215 чоловіків та 245 жінок.
За переписом населення України 2001 року в селі мешкали 464 особи. 100 % населення вказало своєю рідною мовою українську мову.

## Шкільництво: історія та сучасність
Перша письмова згадка про вчителя школи в Новому Дворі датується 1866 роком. Очевидно школа в селі була і раніше. Про це свідчить освіченість громадян, які підписували відмежування наділів селян с. Новий Двір від землі поміщика Євгенія Гулевича. (Документ міститься в Державному архів Житомирської області).
У праці «Стара Волинь і Волинське Полісся» видатний дослідник О. Цинкаловський писав, що в кінці ХІХ століття у Новому Дворі було 60 будинків, 468 мешканців, дерев'яна церква та церковно-приходська школа. Дмитро Садовник (1884—1960) згадував, що наприкінці ХІХ століття закінчив церковно-приходську школу, де вчителем працював Лукашевич. Приміщення школи тоді не було, а навчання велось у селянських хатах.
Зі слів Василини Дмитрівни Садовник (1906 р.н.), на початку ХХ століття в центрі села (початок сучасної вулиці Озерянської) було побудоване приміщення школи, у школі була хороша бібліотека. У «Клірикових відомостях» за 1911 рік, що містяться в обласному архіві, є дані про Новодвірсько-Осьмиговичівський прихід із двома церковно-приходськими школами у селах Осьмиговичі та Новий Двір. У них вчителем був призначений з 1865 р. до 1909 р. Олександр Онуфрійович Рафальський. Школа, церква та більша частина села була знищена в роки Першої світової війни. Школа була відновлена тільки в 1928 році, а вчителем був призначений Щесюк Митрофан Омелянович. У школі також працювали вчительки-полячки Зося Ясінська та Євгенія Браткувна-Марчакова. У 1935 році директором призначений поляк Фердинус, а вчителювала українка Волканович Люба.
У 1939 році був зведений та накритий зруб теперішньої школи, але через Другу світову війну, у нову школу діти перейшли тільки в 1946 році.
12 червня 2020 року, відповідно до розпорядження Кабінету Міністрів України № 708-р «Про визначення адміністративних центрів та затвердження територій територіальних громад Волинської області», увійшло до складу Турійської селищної територіальної громади.
19 липня 2020 року, в результаті адміністративно-територіальної реформи та ліквідації  Турійського району, село увійшло до новоутвореного Ковельського району. 